# 清洲村
清洲村（きよすむら）は栃木県の中西部、上都賀郡に属していた村である。

## 地理
- 山岳 - 大倉山
- 河川 - 思川

## 歴史
- 1889年（明治22年）4月1日 - 町村制施行により、深程村、久野村、北半田村が合併し上都賀郡清洲村が成立する。
- 1955年（昭和30年）1月8日 - （旧）粟野町、粕尾村、永野村と合併し、粟野町となる。

## 著名出身者
- ガッツ石松 - タレント、元ボクシング世界チャンピオン。清洲第二小学校卒業[1]